# ヒドロキシクロロキン
ヒドロキシクロロキン（英: Hydroxychloroquine、中: 羥氯喹）は抗マラリア剤かつ全身性・皮膚エリテマトーデス治療薬である。海外では関節リウマチの炎症の軽減にも用いられる（疾患修飾性抗リウマチ薬参照）。商品名プラケニル。
ヒドロキシクロロキン（HCQ）はクロロキンの側鎖末端にヒドロキシル基が付加された構造をしている。すなわち、N-エチル基のβ位が水酸化されている。製剤には硫酸塩200mgが配合されている。これは、HCQ 155mgに相当する。市販されている製剤は光学分割はされていない。HCQの薬物動態はクロロキンと同様であるが、消化管からの吸収がより速やかで腎臓からの排泄も速い。シトクロムP450酵素（CYP 2D6、2C8、3A4、3A5）で代謝され、N-脱エチルヒドロキシクロロキンとなる。
WHO必須医薬品モデル・リストに収載されている。

## 効能・効果
ヒドロキシクロロキン（HCQ）は長い間マラリア治療薬として用いられてきた。また全身性エリテマトーデス、関節リウマチやシェーグレン症候群、円板状エリテマトーデス等の自己免疫性疾患、晩発性皮膚ポルフィリン症の治療にも用いられる。日本で承認されている効能・効果は皮膚エリテマトーデスおよび全身性エリテマトーデスである。シェーグレン症候群での有効性については、120名の患者による48週間の二重盲検試験が実施された。ヒドロキシクロロキンは抗原が存在する細胞のリソソームのpHを上昇させる。炎症時には、HCQは形質細胞様樹状細胞（PDC）上のトール様受容体を阻害する。トール様受容体9（TLR 9）はDNA（CpG-DNA）を含む免疫複合体を認識するが、インターフェロン産生を誘導し、樹状細胞を成熟させて抗原をT細胞に提示する。HCQはTLRのシグナル伝達を減弱させ、樹状細胞の活性化ならびに炎症過程を抑制する。
HCQはまたライム病慢性期の関節炎の治療にも使用される。おそらく抗スピロヘータ活性と抗炎症活性を併せ持ち、リウマチ性疾患の治療と同様の原理で適用可能である。
HCQの抗糖尿病活性が、スルホニルウレア＋メトホルミンで充分な効果を得られない2型糖尿病患者を対象にした最近の無作為化実薬対照臨床試験で示された。患者は無作為化された後、HCQまたはピオグリタゾン（PGZ）を追加処方された。6ヶ月の治療後、HbA1cと血糖値（空腹時（FBG）および食後（PPG））の値が測定され比較された。その結果両群でHbA1cと血糖値の値が改善し（HbA1c：-0.87% vs -0.90%；p=0.909、FBG：-0.79 mmol/L vs -1.02 mmol/L；p=0.648、PPG：-1.77 mmol/L vs -1.36 mmol/L；p=0.415）有意差は付かなかったが、HCQ群で総コレステロール、LDL-コレステロール、トリグリセリドの値が有意に改善した（PGZでは改善無し）。

## 禁忌
- SLE網膜症以外の網膜症または黄斑症の患者あるいはその既往を有する患者
- 6歳未満の幼児

## 副作用
重大な副作用として添付文書に記載されているものは、網膜症、黄斑症、黄斑変性、中毒性表皮壊死融解症（Toxic Epidermal Necrolysis：TEN）、皮膚粘膜眼症候群（Stevens-Johnson症候群）、多形紅斑、紅皮症（剥脱性皮膚炎）、薬剤性過敏症症候群、急性汎発性発疹性膿疱症、血小板減少症、無顆粒球症、白血球減少症、再生不良性貧血、心筋症、ミオパチー、ニューロミオパチー、低血糖である。（全て頻度不明）

### 急性毒性
クロロキンと同程度の強い心臓毒性があり、致死量は成人で 4g程度である。6歳未満の幼児では 200mg錠1錠でも死に至る可能性があるため禁忌である

。
過量投与時は30分以内に症状が発生する。症状は痙攣、傾眠、頭痛、心機能障害または心不全、呼吸困難、視覚障害である。
他に頻度の多い急性副作用は、嘔気、胃痙攣、下痢である。短期間の急性マラリア治療で見られる副作用は、胃痙攣、下痢、心疾患、食欲不振、頭痛、嘔気、嘔吐である。

### 慢性毒性
より長期間のエリテマトーデスやリウマチの治療では、急性期の諸症状に加えて虹彩の色の変化、痤瘡、貧血、毛髪の脱色、口および眼の水疱、血液障害、痙攣、視覚異常、反射低下、感情変化、皮膚色素沈着、失聴、蕁麻疹、瘙痒感、肝機能障害または肝不全、脱毛、筋麻痺、筋力低下または筋萎縮、悪夢、乾癬、失読、耳鳴、皮膚炎および剥脱、潮紅、眩暈、体重減少が発生し得る。またヒドロキシクロロキンは乾癬またはポルフィリン症を増悪させ得る。

### 眼に対する慢性毒性
最も重篤と言える慢性副作用は眼障害であり、日本の添付文書では、網膜症等の重篤な眼障害が発現することがある旨が警告欄に記載されている。
眼の副作用は長期連用時に多い。1日平均投与量として6.5mg/kg（理想体重）を超えると発現リスクが高くなるとされる。また累積投与量が200gを超えた場合は頻回に眼科検査を実施する必要がある。添付文書で推奨されている投与量は、下表の通りである。体脂肪への分布が少ないので、実体重を参考にすると（特に肥満者で）過量投与となりやすい。
| 1回投与量                           | 男性              | 女性              |
| ----------------------------------- | ----------------- | ----------------- |
| 1錠（200mg）                        | 134cm≦身長＜151cm | 136cm≦身長＜154cm |
| 1錠（200mg）と2錠（400mg）を1日おき | 151cm≦身長＜169cm | 154cm≦身長＜173cm |
| 2錠（400mg）                        | 169cm≦身長        | 173cm≦身長        |

黄斑への毒性は1日投与量よりも累積投与量に相関している様である。眼症状がなくとも、定期的に眼の検査を実施することが推奨される。
ヒドロキシクロロキン（HCQ）の眼毒性は2つの部位―角膜と網膜―に作用する様に思われる。角膜では（比較的高頻度に）渦巻き状の角膜上皮沈着を特徴とする無害の渦巻状角膜が発現する。この症状は用量とは無関係に発生し、通常投与を中止する事で回復する。
網膜では標的模様(Bull's eye)の色素脱失が認められる。網膜病変は重篤となる可能性があり、投与量および投与期間に関係する。進行網膜症は視力低下を特徴とする。

### 慎重投与
アフリカ人に多く見られるグルコース-6-リン酸デヒドロゲナーゼの低活性は重篤な貧血を引き起こす事があるので、その様な患者に投与する場合はモニタリングが必要である。小児は成人よりもHCQに対する感受性が高く、少量で致死的となり得る。
HCQは他の薬剤との明らかな相互作用はないが、肝機能に影響する薬剤（アウロチオグルコース、シメチジン、ジゴキシン等）を併用する場合は注意する方が望ましい。妊婦または妊娠している可能性のある婦人に投与する場合は、同意を得た上で治療便益が危険性を上回る場合にのみ投与すべきである。母乳中に移行して乳児に毒性を発現する可能性があるので、投与中は授乳を避けなければならない。

### その他の注意
神経精神医学的症状では、興奮、躁病、睡眠障害、幻覚、精神病、緊張病、妄想、うつ病、および自殺願望が含まれる。
本剤と化学構造及び薬理学的作用が類似しているクロロキンでは、遺伝毒性を有することが示唆されていることから、本剤においても遺伝毒性が発現する可能性は否定できないが、本剤のがん原性試験は実施されていない。

## 作用機序
抗マラリア薬は一般に親油性弱塩基であり、マラリア原虫の原形質膜を容易に通過する。非イオン型塩基はリソソーム（酸性の細胞内小胞）に集積し、そこでプロトンを付加されて 外部に拡散できなくなり、最終的に培地の1,000倍の濃度に達する。そのため、リソソームのpHは4から6に上昇する。pHが変化するとリソソームの酸性プロテアーゼが不活性となり、蛋白質分解機能が低下する。リソソーム内のpHが高いと多くの免疫学的・非免疫学的細胞内プロセシング、糖鎖付加、蛋白質分泌が低下する。これらの変化が免疫細胞の走化性や食作用の低下、好中球のスーパーオキシド産生減少をもたらすと思われる。HCQは2価の弱塩基で、脂質膜を通過し、酸性の細胞質顆粒に優先的に濃縮される。マクロファージや他の抗原提示細胞内の小胞のpHが上昇すると、抗原ペプチド認識および/またはその後の過程での（あらゆる）自己抗原とクラスII MHC分子との結合、ならびに、細胞膜へのペプチド-MHC複合体の輸送が制限される。近年、HCQがTLR9ファミリー受容体の刺激を阻害するという新たな作用機序が報告された。TLRは自然免疫系を活性化して炎症を誘導する微生物生産物の細胞受容体である。
他のキノリン系抗マラリア薬と同様、HCQの作用は完全には解明されていない。一般的に受け入れられているものは、細胞毒性を有するヘムの凝集を促進する役割を持つヘモゾインの生体内結晶生成の阻害であるとする説である。遊離ヘムが寄生虫の体内に蓄積し、死亡させるとされる。

## 研究事例

### 2019新型コロナウイルスへの適用
当初、新型コロナウイルス感染症 (COVID-19)への期待が寄せられていたが、現在の米国ガイドラインでは、クロロキンまたはヒドロキシクロロキンは、入院患者には使用しないことを推奨し、外来患者でも臨床試験でない限り使用しないことを推奨している（これはアジスロマイシンの併用を問わない）。
2020年2月4日にネイチャーの姉妹誌であるCell Researchに、中国科学院武漢ウイルス研究所などの研究グループが発表したレター (速報論文) によれば、in vitro (試験管内) の環境下で、アフリカミドリザル起源の標準細胞 Vero E6細胞を用いて、ヒドロキシクロロキンに類似したリン酸クロロキンを含む7種類の物質の2019新型コロナウイルス (SARS-CoV-2) に対する抗ウイルス効果を、50%効果濃度 (EC50値) を基準として評価する試験を行ったところ、リン酸クロロキンのEC50値は 1.13μM (マイクロモル／リットル) であり、試された7つの物質のうちでは、エボラ出血熱治療薬として開発されたレムデシビルのEC50値の 0.77μM に次ぐ高い効果を示していた。
2020年3月10日に、日本感染症学会のホームページ上で、日本国内で新型コロナウイルス感染者にヒドロキシクロロキンを投与したところ、症状が改善された症例が2例あることが明らかにされた。2020年3月11日付けの産経新聞によれば、この2例は九州地方にある医療機関の医師らが公表したものであり、使用されたのはサノフィ製の製品 (プラケニル錠) であるとしている。
2020年3月20日、フランスのエクス＝マルセイユ大学などの研究チームが International Journal of Antimicrobial Agents 誌に発表した論文では、ヒドロキシクロロキン、および抗生物質のアジスロマイシン（商品名：ジスロマックまたはアジスロシン）が、新型コロナウイルス感染症の治療および患者のウイルス保有期間減少に効果をもつ可能性があると報告している。研究チームは、新型コロナウイルスによる肺炎認定患者30例に対して、ヒドロキシクロロキン単独投与群あるいは抗生物質アジスロマイシンとの混合投与群、およびいずれも投与しない対照群とに分けて治療を行った。結果は、ヒドロキシクロロキンは単独でも効果があったが、アジスロマイシンと組合わせた場合の方が効果が大きく、有意な差が見られたとしている。
2020年3月20日付けの Associated Press などの報道によれば、米国のトランプ大統領は、ヒドロキシクロロキンなどの新型コロナウイルス感染症の治療薬として有望視される既存の薬を早期に利用できるよう、食品医薬品局 (FDA) に承認作業の迅速化を指示したとホワイトハウスでの記者会見で発表した。
2020年3月21日付けの、ブルームバーグなどの報道によれば、ナイジェリア最大の都市ラゴス市当局の20日の発表によると、複数の病院でヒドロキシクロロキンの中毒例が確認されている。ラゴスの保健衛生当局者によると、トランプ米大統領の発言 (上記) 以降、「クロロキンを買い求めようとする人々が薬局の前で、すさまじい列をつくっている」という。すでに中毒患者2人が入院しており、さらに中毒例が増える恐れがあるとしている。
2020年3月25日付けの、ブルームバーグなどの報道によれば、中国・上海市公衆衛生臨床センター・感染および免疫科の盧洪洲 (Lu Hongzhou) らは、浙江大学学報 (医学版) Journal of Zhejiang University (Medical Edition) に発表した論文「コロナウイルス病の患者の治療における硫酸ヒドロキシクロロキンの主要研究 (COVID-19) 2019」において、彼らが実施した30人の新型コロナウイルス感染症患者による臨床研究では、硫酸ヒドロキシクロロキン投与群の治療効果は、対照群と比較して統計的に有意な差は見られなかったと発表した。論文によれば、投与群の患者15人のうち、治療から１週間後にウイルスが検出されなくなったのは13人で、対照群 (プラシーボを投与) の患者15人では14人だった。 なお、2020年2月21日に中国科学技術部、徐南平副部長の記者会見で効果があったと公表されたのはリン酸クロロキンであり 、硫酸ヒドロキシクロロキンではない。
2020年3月29日、米食品医薬品局(FDA)はクロロキンおよびヒドロキシクロロキンを、小規模な症例の報告しかないものの「想定される効能がリスクを上回ると考えられる」として、緊急治療薬として承認した。
ブラジルでの臨床試験では複数の死亡例が報告され、試験は中止されている。
2020年4月、アメリカFDAはヒドロキシクロロキンの使用を「安全で効果的だという知見は得られていない」と改めて勧告。副作用を警告した。5月にはトランプ米大統領自らヒドロキシクロロキンを予防薬として飲んでいると発言する一方、アメリカ生物医学先端研究開発局の元局長がヒドロキシクロロキンなどの使用に反対して左遷させられたと証言する出来事もあり、アメリカの政権内部でも使用をめぐり軋轢が生じていることが浮き彫りとなった。
2020年5月、ブラジルでも感染が拡大して同国の保健相が使用を推奨する状況となったが、一方で、イギリスの医学誌ランセットに患者への投与で死亡率が高まる恐れがあるとする論文も掲載された。5月25日、WHOは各国で進められている臨床試験について、予防措置として一時的に中断したと発表した。
2020年6月15日、アメリカFDAは、クロロキンとヒドロキシクロロキンは、新たな研究結果から「新型コロナ治療に有効な可能性は低い」ことが判明したので、心疾患関連の有害事象や他の深刻な副作用を考慮して、新型コロナウイルス感染症治療での緊急使用許可(EUA)を撤回すると発表した。さらに、両薬がレムデシビルの効果を弱める可能性を示すデータが得られたとし、レムデシビルと併用しないよう警告した 。